# انتهاكات حرية التعبير خلال عملية طوفان الأقصى
شهد الدعم الحكومي اللا مطلق واللا مشروط واللا محدود كذلك والذي وفّرته عددٌ من الدول الغربية وعلى رأسها الولايات المتحدة ومن خلفها المملكة المتحدة وألمانيا وفرنسا ودول أخرى لإسرائيل خلال عملية طوفان الأقصى وما أعقبها من حربٍ بين الجيش الإسرائيلي وحركة حماس انتهاكاتٍ بالجملة لحريّة الرأي والتعبير كما وصفتها عددٌ من وسائل الإعلام العربية والغربية على حدٍ سواء، خاصة بعدما جيَّشت عددٌ من الحكومات ضد الفصائل الفلسطينية وعلى رأسها حماس المصنّفة كمنظمة إرهابيّة لدى غالبيّة الدول التي اصطفَّت لجانبِ إسرائيل والتي حاولَ بعض صنّاع القرار فيها الربط بين فصائل المقاومة الفلسطينية و«الإرهاب» لاتهام كل داعمٍ للقضية الفلسطينية والحقّ الفلسطيني بـ «دعمِ الإرهاب».
تسردُ هذه المقالة أبرز وأشهر حالات الانتهاك الصريح والواضح لحرية الرأي والتعبير في عددٍ من دول العالَم والتي خلقت سجالًا واسعًا وردود فعل ملحوظة، كما تسردُ المقالة مشاريع القرارات السياسية التي حاولت من خلالها بعضُ البرلمانات منع التظاهرات الشعبية الداعمة لفلسطين وتجريم انتقاد إسرائيل.

## الطرد التعسّفي
تسريح أيسن من مجلة علمية مرموقة

|          | ميخائيل أيسن | تويتر |
| ‎@mbeisen |              |       |

             I have been informed that I am being replaced as the Editor in Chief of @eLife for retweeting a @TheOnion piece that calls out indifference to the lives of Palestinian civilians.
         

        23 أكتوبر 2023

أعلنَ ميخائيل أيسن وهو أحيائي أمريكي مشهور يعيشُ في مدينة بوسطن الأمريكيّة يوم 23 تشرين الأول/أكتوبر 2023 أنّ مجلس إدارة مجلّة إيه لايف [الإنجليزية] العلميّة غير الربحيّة والمتخصصة في العلوم الطبية الحيوية وعلوم الحياة قد أخطره بـ «استبداله» بصفته رئيسًا لتحرير المجلّة وذلك بسبب إعادة تغريده لمقالٍ من مجلّة ذي أنيون والذي يتحدث عن «النفاق الغربي» بحيث يُركّز على حياة الإسرائيليين بينما يتجاهل عن عمدٍ أو غير عمد حياة الفلسطينيين الذين قتلتهم إسرائيل بالمئات يوميًا.
توقيف سائق بسبب هتاف الحريّة لفلسطين
| أُوقفَ سائق مترو الأنفاق الذي قاد هتاف «فلسطين حرة» فهل كان هذا ليحدث لو أنه هتفَ «أوكرانيا حرة»؟                            |
| —البرلمانيّة البريطانية دياني أبوت في استفسارٍ عن ازدواجية المعايير في التعامل ما بين القضية الفلسطينية والقضية الأوكرانيّة. |

ظهر سائق مترو في مقطع فيديو أثناء توجّه عشرات الآلاف من البريطانيين إلى تظاهرة نظمتها حركات التضامن مع فلسطين في لندن للمطالبة بوقفِ الحرب الإسرائيليّة على القطاع ظهر وهو يتحدث عبر مكبر الصوت داخل القطار الذي كان مزدحمًا بالمتظاهرين حيثُ هتف بعبارة «Free Free» فيما ردَّ الحاضرون بكلمة «Palestine» في إشارةٍ لطلبِ الحريّة لفلسطين. سرعان ما انتشر الفيديو كثيرًا على مواقع التواصل فاتخذت الشركة المسيّرة للميترو «إجراءً تأديبيًا» ضد السائق الذي عبّر عن دعمه لشعب فلسطين. أثار هذا القرار موجة جدل كبيرة في المملكة المتحدة للدرجة التي دفعت البريطانيين لإنشاء عريضة إلكترونية وقَّع عليها عشرات الآلاف لمطالبة الشركة وشرطة لندن بالتراجعِ عن قرارها والذي اعتبروها اعتداءً صارخًا على حريّة الرأي والتعبير. استغلَّت السفارة الإسرائيلية في لندن الحادثة فوصفتها بـ «المقلقة للغاية» قائلةً إنّ وسائل النقل العامة يجبُ أن تكون مكانًا آمنًا وشاملًا للجميع.
الفصل من العمل
أعلنت شركة المحاماة الأمريكية الكبرى ديفيس بولك [الإنجليزية] أنها ألغت خطابات التوظيف لثلاث طلاب قانون في جامعتي هارفارد و‌كولومبيا بسبب توقيعِ الثلاثة على بيانٍ يُطالب الجيش الإسرائيلي بوقفِ الحرب على غزة وبسبب نشاطهم الداعم للحقّ الفلسطيني. ردّة فعل شركة ديفيس بولك لم يستهدف الطلاب الثلاثة فحسب، بل جاء ردًا على مشاركة عشرات الطلاب الأمريكيين في مسيراتٍ داعمة للقضية الفلسطينية وهو ما أزعجَ – كما نقلت شبكة إن بي سي نيوز – الجهات المانحة أو المموِّلة بالإضافة لملّاك بعض المشاريع الذين يتعاملون مع خرّيجي الجامعات. زعمَ مسؤولو شركة ديفيس بولك أنّ تصريحات أو بيانات الطلاب الثلاثة تتعارضُ معَ «قيم الشركة» وهو ما دفعهم لاتخاذِ القرار وذلك «للمساعدة في توفير بيئة عمل آمنة وشاملة لجميع موظفي ديفيس بولك». التضييق الغربي على طلاب الجامعات ممن وقفَ إلى جانبِ الصفّ الفلسطيني وأدانَ إسرائيل محمّلًا إياها المسؤولية عن عملية طوفان الأقصى آخذين في الاعتبار الاحتلال المستمر للأراضي الفلسطينية والتهويد والاستيطان والتضييق على الفلسطينيين بصفة عامّة فضلًا عن سياسة الاغتيالات وعشرات الأشياء الأخرى التي أجّجت الوضع لم يقتصر على شركة ديفيس بولك فحسب بل شمل عديد الشركات الأخرى التي حاولت منع موظفيها من التعبير عن دعمهم للفلسطينيين تحت تهديد الفصل أو الإقالة فيما ربطَ آخرون بين القضية الفلسطينية وبين الإرهاب كنوعٍ من الترهيب والقضاء على كلّ أشكال التعاطف والدعم.

## التجييش والتوقيف
طلبات سحب الجنسيّة
عبَّر لاعب نادي الاتحاد الدولي الفرنسي كريم بنزيمة عن دعمه للشعبِ الفلسطيني واستنكرَ عدد الضحايا المتضررين من القصفِ الإسرائيلي الذي وصفه بالظالم والذي لا يستثني لا نساء ولا أطفال كما جاء في بيان اللاعب والذي جرى تداوله بكثرة وخلق ضجّة كبيرة وردود فعل ملحوظة ومختلفة، حيث أبدت جهة دعمها لللاعب وشجاعته في الخروجِ بمثل هذه التصريحات فيما شنَّت جهات أخرى – بينها جهات رسميّة – هجماتٍ ضدّه بل وصل الأمر حدّ المطالبة بتجريده من الجنسيّة الفرنسية. بدايةُ التجييش جاءت من وزير الداخلية الفرنسي جيرالد دارمانان الذي قال إنّ بنزيما لديه علاقة سيئة السمعة مع جماعة الإخوان المسلمين مبديًا امتعاضًا ملحوظًا وشديدًا على دعمِ كريم للقضية الفلسطينية. استمرَّ التجييش ضدّ اللاعب الفرنسي بل إنّ العضو في مجلس الشيوخ عن حزب الجمهوريين فاليري بوير [الإنجليزية] طالبت بسحبِ الجنسية الفرنسية منه لمجرد أن أبدى تعاطفًا مع غزّة وأدانَ الهجمات الإسرائيلية محاولةً ربط تعبير كريم بنزيما عن رأيه بـ «خيانة البلد».
تأييد الإبادة الجماعية
استغلَّ مشاهير من ساسة ورجال أعمال وفنانين وغيرهم حالة الحرب بين الجيش الإسرائيلي وحركة حماس للتجييش ليس ضدّ الأخيرة فحسب بل ضدّ قطاع غزة ككل وضدّ الفلسطينيين عمومًا، فنشر الممثل والمخرج الأمريكي جيمس وودز الذي أشرف على إنتاج فيلم أوبنهايمر منشورًا على حساباته الرسميّة في مواقع التواصل الاجتماعي يدعو فيه إلى إبادة كاملة وشاملة واصفًا حركة حماس بـ «المتوحّشة» ثم زعمَ أنه ليس هناك منطقة رمادية مطالبًا بقتلِ الكلّ مع عبارات عنصريّة أخرى ما دفعَ منصّة تويتر لحجبِ تغريدته التي أثارت الكثير من الجدل خاصّة وأنها تحريضٌ علني ومباشر على قتلِ الغزيين في الوقت الذي يُمنَع فيه آخرون في بعض الدول الغربية من أقلّ وأبسط الأمور وهو التعبيرِ عن تضامنهم مع القضية الفلسطينية.
توقيف المتعاطفين

## ازدواجية المعايير

### المفوضية الأوروبية
وصفت أورسولا فون دير لاين رئيسة المفوضية الأوروبية يوم 19 تشرين الأول/أكتوبر 2022 الهجمات الروسية على البنية التحتية المدنية وقطع الماء والكهرباء بجرائم الحرب وأضافت أن هذا الحصار ومنع الرجال والنساء والأطفال الأوكرانيين من الوصول لمواد حيوية ومهمة وضروريّة للحياة هي أعمالُ إرهابٍ خالصة «وعلينا أن نسميها كذلك» كما قالت خلال جلسةٍ في البرلمان الأوروبي، لكنها تجاهلت كليًا الحديث عن الحصار الشامل الذي فرضته إسرائيل على القطاع مانعةً أزيد من مليوني شخص في غزة أكثر من نصفهم من الأطفال والشباب من الوصول لأبسطِ مقومات الحياة بما في ذلك الماء والكهرباء.
لم تكتفِ فون دير لاين بالصمتِ حيال حصار غزّة بل اصطفَّت كليًا للجانب الإسرائيلي حينما سافرت لتل أبيب ونشرت مقطع فيديو مصوَّر وهي تعتمر خوذة وتقفُ في صفّ الجهة قائلة: «نقدّم دعماً غير مشروط لإسرائيل من أجل الدفاع عن نفسها». ردًا على تصرفات رئيسة المفوضيّة، توجَّه 842 مسؤول في الاتحاد الأوروبي بكتابٍ إلى فون دير لاين يتهمونها فيه بـ «إطلاق اليد لتسريع الجريمة في غزة»، فيما وجَّه آخرون انتقاداتٍ لاذعة لها بسببِ ما قالوا إنّه تهشيمٌ لمصداقية الاتحاد الأوروبي.

### الإدارة الأمريكية
لم تكن رئيسة المفوضية الأوروبية الوحيدة التي مارست ازدواجية المعايير أو سياسة الكيل مكيالين كما هو معروفٌ في عالَم السياسة، بل انضمَّ لها عددٌ من الساسة والقادة الغربيين بما في ذلك الإدارة الأمريكية بقيادة الرئيس جو بايدن وممثلةً في وزيرِ الخارجيّة أنتوني بلينكن الذي كان قد انتقدَ يوم 30 تشرين الثاني/نوفمبر 2022 قطع روسيا الماء والكهرباء عن المدنيين في اوكرانيا واصفًا هذا الفعل بـ «الهمجي»، لكنّه تجاهل هو الآخر ولفترة طويلة قطع إسرائيل الماء والكهرباء والطعام عن المدنيين في غزة وحينما تساءل صحفيون عن موقفه وموقف الإدارة الأمريكية من الحصارِ الإسرائيلي المطبق وصفَ بلينكن ذلك بـ «الدفاع عن النفس».

## الانحياز الغربي

### فرنسا
تزّعمت فرنسا الدول الأوروبية التي اصطفّت للجانب الإسرائيلي بشكل كلي وكامل، ولم تكتفِ بهذا بل حاولت تجريم التعاطف مع الفلسطينيين بطُرق غير مباشرة كما حاولت منع التظاهرات الشعبيّة التي خرجت دعمًا لأهل غزة ولحقّهم في العيش الكريم بعيدًا عن الحصار الخانق.
اقترحَ أعضاءٌ في مجلس الشيوخ الفرنسي مشروع قانون يجعلُ انتقاد الصهيونية جريمة جنائية، وينصُّ مشروع القرار الذي جاء به نوابٌ في الغرفة العليا بالبرلمان الفرنسي على سجنِ كل من «يُنكر وجود إسرائيل ويعتبرها فلسطين لمدة سنة وغرامة ماليّة 45,000 يورو» بل إنّ انتقاد إسرائيل قد يُعاقَب عليه بالسجن لمدة عامين وغرامة ماليّة قدرها 75,000 يورو، فضلًا عن بُند ثالث ضمن مشروع القرار ينصُّ على أنّ كل من يثير الكراهية أو العنف ضد إسرائيل سيواجه عقوبة سجنية تصلُ لخمس سنوات معَ غرامة ماليّة قد تصلُ لـ 100,000 يورو. تجنّب مشروع القرار الفرنسي هذا وبشكل مطلق فلسطين وانتقادها أو إنكار وجودها ووجود الشعب الفلسطيني.

### المملكة المتحدة
زارَ رئيس الوزراء البريطاني ريشي سوناك تل أبيب يوم 19 تشرين الأول/أكتوبر 2033 للتعبير عن «دعمه الكامل لإسرائيل» مثلما فعل ساسة وقادة غربيون من قبله ومن بعده. بمجرد وصول سوناك لإسرائيل وخلال اللقاء الذي جمعه معَ الرئيس الإسرائيلي اتهم الأول المقاومة الفلسطينية بالإرهاب مدينًا ما سمَّاها «أفعال حماس» وقال إنه يقفُ في صفّ إسرائيل متجاهلًا السردية والرواية الفلسطينية بالمطلق. استغلَّ الرئيس الإسرائيلي هذا اللقاء وألقى عبارة أثارت بعض الجدل حينما حاول التدخل في التغطيّة الإعلامية وأخطر سوناك أنّ على شبكة بي بي سي توصيف حماس باعتبارها منظمة إرهابية.
لم تكتفِ المملكة المتحدة بالدعم السياسي الكامل لإسرائيل فحسب والتجييش ضد فصائل المقاومة الفلسطينية ووصفها بـ «الإرهاب»، بل حاولت اتخاذ خطوات لمنعِ التضامن الشعبي مع القضية الفلسطينية والفلسطينيين، وهي خطواتٌ لقيت إدانة من بعض الشاسة وتنديدًا من آخرين كونها تضربُ في صميم حرية التعبير التي ينصُّ عليها الدستور البريطاني. وصفت وزيرة الداخلية البريطانيّة سويلا برافرمان المسيرات الشعبيّة داخل المملكة الممتحدة والتي طالبت بوقف إطلاق النار وإنهاء الحصار وفتح المعابر بأنها «مسيرات كراهية» وجيَّشت مثل أغلب الساسة في حكومة ريتشي سوناك ضد الفلسطينيين وضد المتظاهرين على حدٍ سواء.